# Уланово (Калузька область)
Уланово (рос. Уланово) — присілок в Мединському районі Калузької області Російської Федерації.
Населення становить 90 осіб. Входить до складу муніципального утворення Присілок Михеєво.

## Історія
Від 2004 року входить до складу муніципального утворення Присілок Михеєво.

## Населення
| 2002 | 2010 |
| ---- | ---- |
| 94   | ↘90  |